# Emilia Elmblad
Emilia Theresia Elmblad, född Rappe 1824, död 1895, var en svensk filantrop. 
Hon var dotter till majoren friherre Carl Michael Rappe och Emilia Fredrika Christina Rappe, och gifte sig 1846 med missionären lektor Petrus Magnus Elmblad.
Hon och hennes make tillhörde 1849 grundarna av Svenska diakonissällskapet, som sedan bildade Ersta diakoni. År 1852 bildade Elmblad Sveriges första Magdalenahem i Stockholm. Sådana var på den tiden välkända utomlands, och de fungerade som anstalter för före detta prostituerade och andra kvinnor som ansågs behöva hjälpas till ett sedligt liv. På Magdalenahemmet i Stockholm togs 58 kvinnor emot fram till 1856, där de fick vård och omsorg, och det finansierades snart regelbundet av bland andra Jenny Lind. Magdalenahemmet övertogs av Ersta diakoni 1857.  
1854 deltog hon i grundandet av Fruntimmersällskapet för fångars förbättring.